# Sân bay Tachilek
Sân bay Tachilek hay Sân bay Tachileik (IATA: THL, ICAO: VYTL) là một sân bay ở Tachilek (Tachileik), một thị xã ở bang Shan ở phía đông Myanmar.

## Các hãng hàng không và các tuyến điểm
- Air Bagan (Kengtung, Mandalay)
- Myanmar Airways (Heho, Mandalay)
- Yangon Airways (Kengtung, Mandalay)